# 紮根理論
扎根理论（英語：Grounded theory），是由哥伦比亚大学的格拉塞（Barney G. Glaser）和斯特劳斯（Anselm Strauss）在1967年的著作《扎根理论的发现》（The discovery of grounded theory）中提出的理论（研究方法）。研究人员在研究开始前未进行理论假设，直接通过实际观察，在收集、分析资料的过程中归纳抽象出概念，再上升为某个具有普适性的理论假设，即从实践经验中发展理论，这与先提出理论再用其解释事实的做法相反。
特点：扎根理论研究一定要有经验证据的支持。该特点源自芝加哥学派的实用主义，强调行动的重要性，注重对有问题的情境进行处理，在问题解决中产生方法。广泛使用实地观察和深度访谈的方法收集资料，强调从行动者的角度理解社会互动、社会过程和社会变化。
但是它的主要特点不在其经验性，而在于它从经验事实中抽象出了新的概念和思想。扎根理论特别强调从资料中提升理论，认为只有通过对资料的深入分析，才能“归纳”，从下往上将资料不断地进行浓缩，形成理论框架。
质化研究的研究者比较擅长对硏究的现象进行细密的描述性分析，而对理论建构不是特别敏感，也不是特别有兴趣。扎根理论出于自己的特殊关怀，认为理论比纯粹的描述具有更强的解释力度，因此强调研究者对理论保持敏感。不论是在设计阶段，还是在收集和分析资料的时候，研究者都应该对自己现有的理论、前人的理论以及资料中呈现的理论保持敏感，注意捕捉新的建构理论的线索。